# Normunds Lasis
Normunds Lasis (25 de febrer de 1985) va ser un ciclista letó, professional des del 2005 fins al 2009. En el seu palmarès destaca el campionat nacional en ruta de 2008.

## Palmarès
- 2005
  - Vencedor d'una etapa de la Volta a Grècia
  - Vencedor de 2 etapes a la Paths of King Nikola
- 2006
  - 1r a la Mayor Cup
- 2007
  - Vencedor d'una etapa del Triptyque des Monts et Châteaux
- 2008
  -  Campió de Letònia en ruta
  - 1r al Gran Premi Riga
  - Vencedor de 3 etapes de la Volta a Bulgària
- 2009
  - 1r a la Belgrad-Banja Luka I